# Begraafplaats van Irchonwelz
De Begraafplaats van Irchonwelz is een gemeentelijke begraafplaats in het Belgische dorp Irchonwelz, een deelgemeente van Aat. De begraafplaats bestaat uit een oud en een nieuw gedeelte en ligt 250 m ten westen van het dorpscentrum (Église Saint-Denis), vlak naast de spoorlijn 94 van Aat naar Leuze. Ze wordt omgeven door een bakstenen muur (oud gedeelte) en een haag (nieuw gedeelte) en heeft een dubbel toegangshek tussen bakstenen zuilen. 
Op de begraafplaats liggen de graven van enkele Belgische oud-strijders uit de beide wereldoorlogen.

## Britse oorlogsgraven
Op de begraafplaats ligt een perk met 11 Britse gesneuvelden uit de Eerste Wereldoorlog. Behalve één sneuvelden ze allen op 10 november 1918 tijdens het geallieerd eindoffensief. De meerderheid onder hen behoorden tot de Lancashire Fusiliers. Er ligt ook 1 Britse niet geïdentificeerde gesneuvelde uit de Tweede Wereldoorlog.
De graven worden onderhouden door de Commonwealth War Graves Commission en staan er geregistreerd als Irchonwelz Communal Cemetery.